# Saint-Forgeot
Saint-Forgeot é uma comuna francesa na região administrativa de Borgonha-Franco-Condado, no departamento Saône-et-Loire. Estende-se por uma área de 15,88 km². Em 2010 a comuna tinha 473 habitantes (densidade: 29,8 hab./km²).